# Nova Brunnen

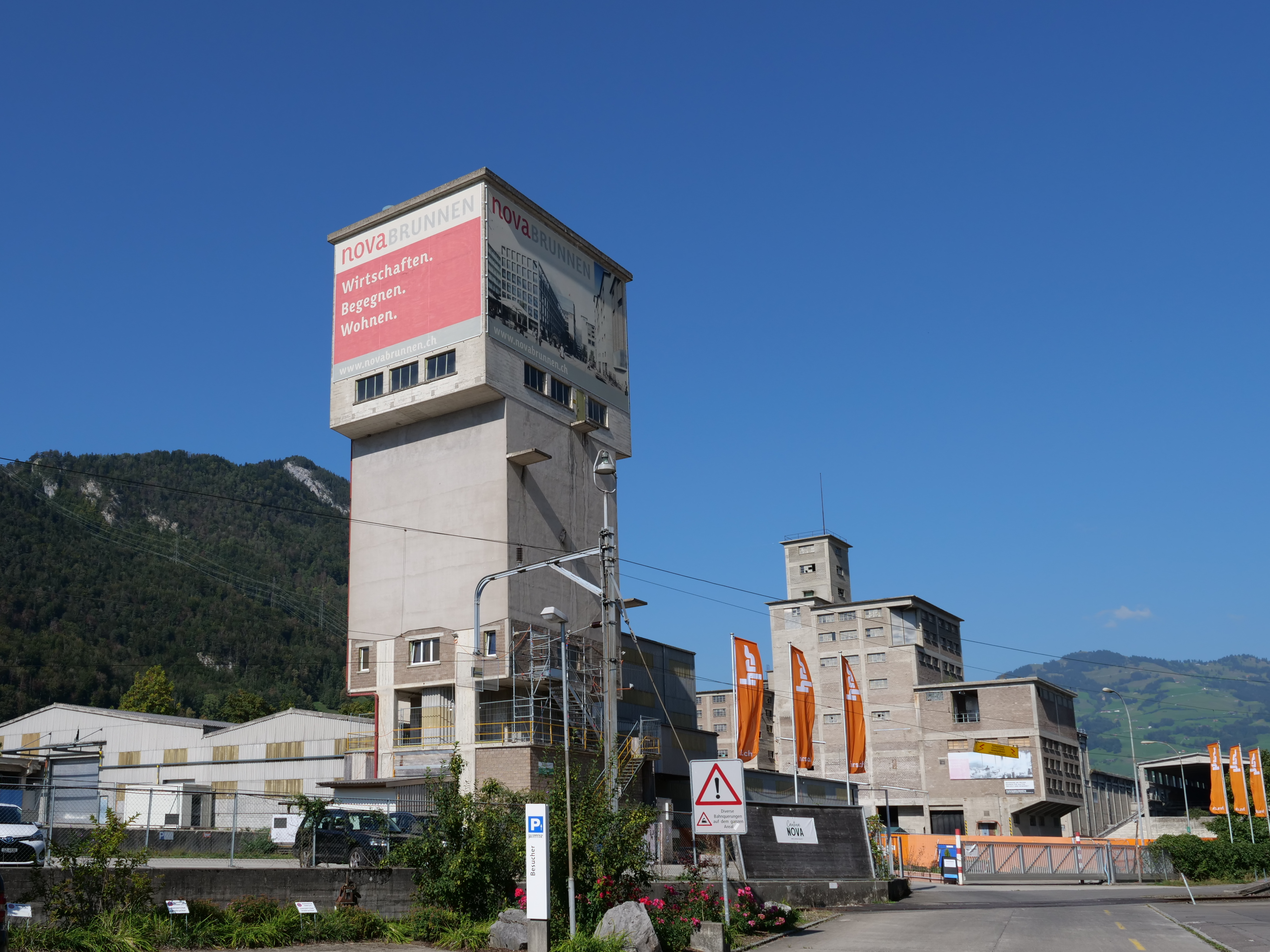
Die ehemalige Zementfabrik, im Herbst 2018.

Unter dem Projektnamen Nova Brunnen wird die Überbauung des Areals der seit 2008 geschlossenen Holcim-Zementfabrik in Ingenbohl bezeichnet. Ursprünglich bis 2025 sollte hier das bisher grösste Bauprojekt des Kantons Schwyz verwirklicht werden. Nova Brunnen ist Teil des Entwicklungsgebietes Brunnen Nord.

## Geschichte
Von 1885 bis 2008 stand auf dem Gebiet eine Zementfabrik, die von Karl Hürlimann gegründet wurde. 1996 gelangte die Fabrik in Besitz der Holcim, welche 2008 die Schliessung des Standortes Brunnen ankündigte, da wegen Feinstaubvorgaben Investitionen in dreifacher Millionenhöhe notwendig waren.
2009 erwarb die Schwyzer Kantonalbank (SZKB) das 72'000 Quadratmeter grosse Areal. Gemeinsam mit dem unmittelbar südlich gelegenen Areal der ehemaligen SBB-Lagerhäuser wurden insgesamt 10,5 Hektaren Land zur Entwicklung freigegeben.

## Projekt
Im Frühjahr 2011 gab die SZKB bekannt, dass in mehreren Etappen auf dem Holcim-Areal ein neues Quartier mit Wohnungen, Büros, Läden, Restaurants und Freizeitaktivitäten errichtet werden soll. Die Baueingabe schliesslich fand Ende Oktober 2011 statt.
2012 hätte mit dem Bau der ersten Bauetappe begonnen werden sollen, jedoch fehlten Investoren, welche erst 2014 mit der Kumaro Holding gefunden wurden. Die HRS Real Estate AG stieg als Totalunternehmerin ein.
Die erste Etappe, die mit dem Abriss von Alt-Gebäuden 2014 begann, beinhaltet zwei neue Geschäftshäuser. Dazu sollen drei bestehende Industriegebäude umgebaut werden. Die fünf Gebäude sind als zentrales Element um den nach dem Fabrikgründer benannten Karl-Hürlimann-Platz angeordnet. Wohnungen waren erst ab der zweiten Etappe vorgesehen. Für die restlichen Arealbauten sind Zwischennutzungen im Freizeitbereich vorgesehen, analog zum Sulzer-Areal in Winterthur beispielsweise.
Zudem wird auch die Uferlandschaft der Muota zu einem Naherholungsgebiet umgestaltet.
2016 wurde das Projekt überarbeitet und neu etappiert:
- 1. Etappe NOVA Port: 101 Wohnungen in vier Gebäuden plus Beibehaltung bestehendes Silo; Baubeginn 2022, Vollendung Sommer 2024
- 2. und 3. Etappe NOVA Allee: Geschäfts- und Dienstleistungsflächen in zwei Gebäuden; Baubeginn (geplant) 2024, Vollendung (geplant) 2026
- 4. Etappe NOVA Hof: 130 Wohnungen in vier Gebäuden
- 5. Etappe NOVA Platz: Fünf Gebäude rund um den Karl-Hürlimann-Platz, davon Nutzung zweier bestehender Gebäude. Vorgesehen sind Wohnungen, Geschäftsflächen und Pflegeheime
- 6. Etappe NOVA Werk: Genaue Nutzungsplanungen noch nicht definiert.

## Verkehr
Die provisorische Erschliessung erfolgt via Industriestrasse, gemeinsam mit der ersten Etappe des südlichen Projekts Hertipark. Mit dieser Erschliessung können nur die Etappen NOVA Port und NOVA Allee verwirklicht werden. Für die weiteren Etappen sowie die zweite Etappe des Hertiparks ist eine Basiserschliessung mit zwei Strassen vom Bahnhof Brunnen und vom Gätzlikreisel in Ingenbohl vorgesehen, welche sich beim Knoten Stegstuden am Nordende von Nova Brunnen treffen. Im Projekt vorgesehen ist von der Gemeinde Ingenbohl ein Hochkreisel über der SBB-Gotthardbahn. In einer Abstimmung im September 2022 stimmte das Stimmvolk der Gemeinde Ingenbohl mit sechs Stimmen Unterschied dem Projekt zu. Der Abstimmung war ein heftiger Abstimmungskampf vorangegangen, ein Komitee verlangt eine Kurve mit T-Kreuzung anstelle eines Hochkreisels. Baubeginn war auf Januar 2024 terminiert gewesen. Das Gegnerkomitee reichte anschliessend Stimmrechtsbeschwerde ein, die gutgeheissen wurde. Am 3. März 2024 stimmte die Stimmbevölkerung von Ingenbohl einer Pluralinitative zu, welche vom Gegenkomitee eingereicht und von der Gemeinde unterstützt wurde und welche dem Stimmvolk nun in einer weiteren Abstimmung im Frühling 2025 erlaubt, darüber zu befinden, welche Variante (Hochkreisel oder Kurve) es bevorzugt.
Im öffentlichen Verkehr soll die Buslinie 504 Morschach–Brunnen Bahnhof bis nach Nova Brunnen verlängert werden.